# Michelle Freeman
Michelle Freeman (St. Catherine, 3 mei 1969) is een voormalige Jamaicaanse atlete, die met name op de 100 m horden en de 4 x 100 m estafette actief was. Ze werd meervoudig Jamaicaans kampioene op de 100 m horden discipline. Ze vertegenwoordigde Jamaica driemaal op de Olympische Spelen.

## Loopbaan
Op haar olympische debuut in 1992 op de Olympische Spelen van Barcelona nam Freeman deel aan de 100 m horden. Hier sneuvelde Zij in de kwartfinale met een tijd van 15,84 s, na de voorrondes gewonnen te hebben in een snelle 12,90. Een jaar later won zij op de wereldkampioenschappen een bronzen medaille op de 4 x 100 m estafette met haar teamgenotes Juliet Campbell, Nikole Mitchell en Merlene Ottey.
Haar beste prestatie behaalde Michelle Freeman in 1994 op de Gemenebestspelen in de Canadese stad Victoria. Ze werd Gemenebestkampioene door de 100 m horden te winnen in 13,12. In 1996 vertegenwoordigde zij Jamaica voor de tweede maal op de Olympische Spelen van Atlanta. Individueel behaalde ze op de 100 m horden ditmaal de finale en werd zesde in 12,76. Op het onderdeel 4 x 100 m won ze met haar teamgenotes Juliet Cuthbert, Nikole Mitchell en Merlene Ottey een bronzen medaille. In 1997 won ze op de WK in Athene brons op de 100 m horden in 12,61, achter de Zweedse Ludmila Engquist (goud) en de Bulgaarse Svetla Dimitrova (zilver).

## Titels
- Gemenebestkampioene 100 m horden - 1994
- Jamaicaans kampioene 100 m horden - 1991, 1992, 1993, 1994, 1997
- NCAA-kampioene 100 m horden - 1992

## Persoonlijke records
Outdoor
| Onderdeel    | Prestatie | Datum            | Plaats   |
| ------------ | --------- | ---------------- | -------- |
| 100 m        | 11,32 s   | 29 mei 1993      | San José |
| 100 m horden | 12,52 s   | 10 augustus 1997 | Athene   |

Indoor
| Onderdeel   | Prestatie | Datum            | Plaats   |
| ----------- | --------- | ---------------- | -------- |
| 55 m        | 6,79 s    | 14 januari 2006  | Houston  |
| 60 m        | 7,12 s    | 23 januari 1998  | Chemnitz |
| 50 m horden | 6,67 s    | 13 februari 2000 | Liévin   |
| 60 m horden | 7,74 s    | 3 februari 1998  | Madrid   |

## Palmares

### 100 m
- 1988:  Carifta Games - 11,48 s

### 60 m horden
- 1995: 7e WK indoor - 8,21 s
- 1996:  LBBW Meeting - 7,95 s
- 1997:  WK indoor - 7,82 s
- 2001:  WK indoor - 7,92 s

### 100 m horden
Kampioenschappen
- 1987:  Carifta Games - 14,32 s
- 1988:  Carifta Games - 13,70 s
- 1989:  Centraal-Amerikaanse en Caribische kamp. - 13,64 s
- 1992:  Grand Prix Finale - 12,88 s
- 1993: 7e WK - 12,90 s
- 1994:  Gemenebestspelen - 13,12 s
- 1994: 8e Grand Prix Finale - 13,26 s
- 1996:  Grand Prix Finale - 12,69 s
- 1996:  OS - 12,76 s
- 1997:  WK - 12,61 s
- 1998:  Grand Prix Finale - 12,56 s
- 1998:  Goodwill Games - 12,85 s
- 2000: 6e Grand Prix Finale - 13,11 s

Golden League-podiumplekken
- 1998:  Herculis – 12,65 s
- 1998:  Weltklasse Zürich – 12,52 s
- 1998:  Memorial Van Damme – 12,70 s
- 1998:  ISTAF – 12,74 s
- 2000:  Bislett Games – 12,84 s

### 4 x 100 m
- 1992: DQ OS
- 1993:  WK - 41,94 s
- 1996:  OS - 42,24 s